# 505 Cava
505 Cava este un asteroid din centura principală, descoperit pe 21 august 1902, de Royal Frost.